# Les Jours gigantesques
Les Jours gigantesques est un tableau réalisé par le peintre belge René Magritte en 1928. Cette huile sur toile surréaliste représente une femme nue repoussant un homme habillé qui n'apparaît que dans les contours de la silhouette féminine qu'il semble assaillir. Elle est conservée au sein de la Kunstsammlung Nordrhein-Westfalen, à Düsseldorf.